# Jieznas
Jieznas ( escoltar (?·pàg.)) és una petita ciutat al districte municipal de Prienai de Lituània situat al comtat de Kaunas. Es troba a 16 km a l'est de Prienai junt al llac Jieznas.

## Història

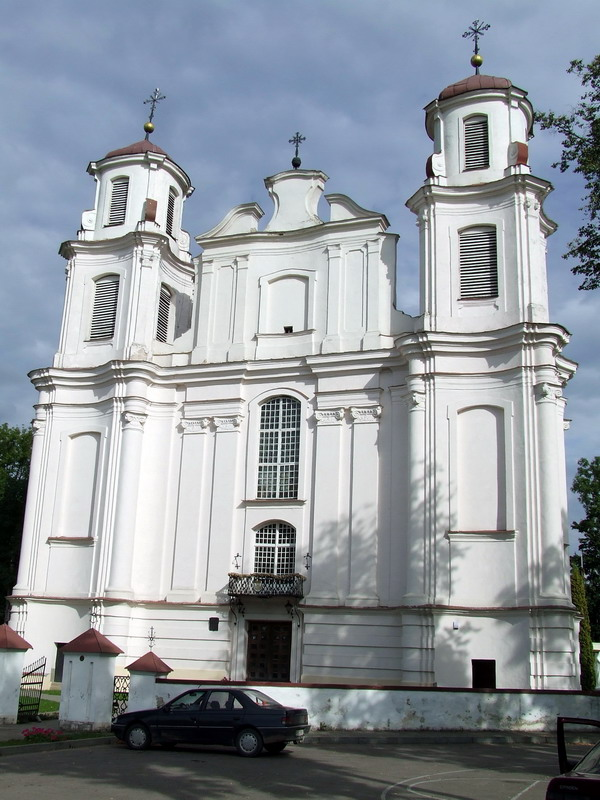
Església de Jieznas

Jieznas va ser esmentada per primera vegada en fonts escrites de l'any 1492 com a propietat del Gran Duc de Lituània. El 1633, l'establiment va ser adquirit per la família Pac. Ells van patrocinar la construcció d'una església, que va ser reconstruïda en estil barroc entre 1768-1772.
El 1747, la família Pac va construir un luxós palau a Jieznas. El palau tenia 12 sales, 52 habitacions i 365 finestres perquè coincidís amb el nombre de mesos, setmanes i dies d'un any. Estava decorat amb pintura al fresc, estucs daurats i miralls venecians. El palau es va perdre a causa de l'endeutament de les famílies el 1807 i va ser destruït per un incendi el 1837.
Al febrer de 1919, Jieznas va viure les primeres batalles i víctimes de la guerra lituanosoviètica. La victòria lituana va impedir que l'Exèrcit Roig marxés sobre Kaunas. Aquesta batalla és commemorada amb el disseny realitzat per Arvydas Každailis el 2002, de l'escut de la ciutat que mostra la figura al·legòrica d'una dona que simbolitza la victòria. Ella sosté una branca de roure d'or, símbol de la força.

## Nom
Jieznas és el nom en lituà de la ciutat.
Les versions del nom en altres llengües inclouen 
- polonès: Jezno
- Rus: Езно Yezno
- Belarús: Езно Yezno
- Ídix: יעזנע Yiezne